# John Knox
John Knox (Gifford Gate kraj Haddingtona, 1505. – Edinburgh, 24. studenog 1572.), škotski vjerski reformator i osnivač Škotske crkve,
Studirao je u Glasgowu. Vatren pristalica reformacije postao tek (1545.), veliku ulogu u njegovom obraćenju igrao je George Wishart (1513-1546.). On smatra Isusa Krista poglavarom crkve i jedinim posrednikom između Boga i čovjeka.
Škotski parlament u to je vrijeme izglasao protureformacijske zakone. Spisi Martina Luthera i ostalih reformatora stavljeni su izvan zakona, ipak reformatori su nastavili širiti reformaciju, Patrik Hamilton (spaljen je na lomači 1528.), kao i George Wishart 1546.
Knox je isprva čuo od Wisharta o nebiblijskom karakteru papinstva, Knox je i kao student često pratio Wisharta da bi ga zaštitio od neprijatelja reformacije. na posljednjem putu Wishart ga je zamolio da se vrati riječima: "jedan je dosta za žrtvu".
1547. protestantski propovjednik George Rough pozvao ga je da propovjeda, iznenađen pozivom, malo je okljevao, ali ne zadugo. U crkvi St. Andrews, koja je služila kao utočište progonjenim protestantima Knox je već u prvoj propovjedi kazao da je rimska crkva: "antikrist o kome govore biblijska proročanstva". zarobljen 1547., provodio devetnaest mjeseci kao rob na Francuskim galijama, 1549., biva oslobođen, dolaskom krvave Marije, opet bježi na kontinet da bi izbjegao sigurnu smrt. Za Marijine strahovlade na lomači su spaljeni mnogi reformatori, redom: Hugh Latimer (1555.), Nicholas Ridley (1555.), John Hooper (1555,), John Philpot (1555.), John Bradford. (1555.) i Thomas Cranmer (1556.)., svi kao i on pristaše reformatora Johna Wycliffa, čija djela on poslije i objavljuje. Silaskom krvave Marije s vlasti, on se vraća sretan jer je našao izvjestan broj onih "koji nisu prignuli svoja koljena pred rimskim idolima niti primili antikristov žig". 1556. odlazi u Ženevu, gdje se druži s Jeanom Calvinom. 1559. vraća se u Škotsku gdje drži propovjedi s takvom silom i uvjerenjem da su slušaći odmah očistili crkve od svih slika, kipova i oltara. Godine 1560. škotski parlament izgasava "Škotsku konfesiju vjere", papinski autoritet nad Škotskom je ukinut, a protestantizam Kalvinovog tipa uveden je kao državna religija. 
Godine 1567. Londonski biskup Grindal piše u Švicarsku o stvarima Škotske, i tom prilikom kazuje da je u Škotskoj "prava Kristova vjera utvrđenja, a bezbožno papinsko praznovjerje ukinuto". U svojoj prvoj javnoj debati iznio je više teza, neke od njih su sljedeće: "Nijedan smrtnik ne može biti glava crkve", "Papa je antikrist, antikrist nije član Kristove nevidljive crkve", "Molitva za mrtve je uzalud". Dopisujući se s Lutherom iz Zuricha oni dolaze do zajedničkog zaključka da je papinstvo: "Stvarni antikrist, sin propasti o kojem Pavao govori". [neaktivna poveznica]
Do svoje smrti, borio se protiv rimske crkve i odluka tridentskog koncila. Prilikom njegove smrti novoizabrani regent Škotske Morton, rekao je: "Ovdje leži onaj koji se nikada nije bojao čovječjeg lica".